# Pierre Bergem
Pierre Bergem (* 19. August 1928 in Bettemburg, Luxemburg; † 19. September 2006 in Norwalk (Connecticut)) war eine luxemburgische Militärperson und Künstler.

## Leben
Bergem wuchs in Luxemburg auf, wo ihn die Ardennenoffensive prägte. Er bildete sich in Luxemburg, Belgien, Frankreich und den Vereinigten Staaten aus. Bis 1983 war er Oberst und zweiter Befehlshaber der Streitkräfte Luxemburgs. Er war zudem Vertreter Luxemburgs im Militärausschuss der NATO in Brüssel sowie Luxemburger Militärvertreter im Obersten Hauptquartier der Allied Powers Europe (SHAPE) in Mons, Belgien.
Bergem schuf Zeichnungen und Malereien. Mit 16 Jahren gewann er einen Preis für eine Kohlezeichnung, und 1947 gewann er einen Plakatwettbewerb. Im gleichen Jahr veröffentlichte er mit René Molitor D' Lompekre'mer. Bergem entwarf zudem drei Briefmarken für Luxemburg und schuf Illustrationen für Zeitungen, Broschüren und Bücher. 1981 schuf er den Kreuzweg der luxemburgischen Zwangsrekrutierten 1942–45 im Stadtpark Diekirch. 1994 veröffentlichte er seine Skizzen aus dem Krich („Skizzen aus dem Krieg“). In den USA wirkte er mit kleineren Gemeinde- und Kirchenprojekten, Kunstausstellungen und Auftragsarbeiten.

## Publikationen (Auswahl)
- D’ Lompekre’mer. Zeichnungen mit René Molitor. Um 1947.
- mam crayon a camera durch U.S.A.: Sonderreportage fir Ons Jongen. In: Ons Jongen. Band 4, Nr. 25, 1947, S. 12–13 (online [abgerufen am 23. Dezember 2020]).
- Vor 25 Jahren: Bettemburg - Target of opportunity: Zum Bombenangriff auf Bettemburg am 11. Mai 1944. In: Hémecht. Band 21, Nr. 3, 1969, S. 295–300.
- Skizzen aus dem Krich. Sketches from the war. Editions Saint-Paul, Luxemburg 1994. Ausschnitte